# Alexander Macleay
Alexander Macleay (también escrito McLeay) MLC FLS FRS (24 de junio de 1767 - 18 de julio de 1848) fue un miembro destacado de la Linnean Society, miembro de la Royal Society y miembro del Consejo Legislativo de Nueva Gales del Sur.

## Vida
Macleay nació en Ross-shire, Escocia, el hijo mayor de William Macleay, rector de Wick. Alexander tuvo una educación clásica, antes de mudarse a Londres y convertirse en comerciante de vinos con su socio de negocios William Sharp, de quien recibió su primer hijo.  En 1795 fue elegido miembro de la Sociedad de Linnean de Londres, también como secretario, y también fue nombrado secretario jefe de la oficina de prisioneros de guerra.  Cuando se vinculó a la oficina con la Junta de Transporte después de que estallara la guerra, Macleay se convirtió en jefe del departamento de correspondencia y en 1806 secretaria.  La Junta fue abolida en 1815, y Macleay se jubiló con una pensión anual, de £ 750. 
El interés principal de Macleay en la historia natural era la entomología, principalmente lepidoptery, y poseía la colección más fina y extensa que existía en la actualidad de cualquier individuo privado en Inglaterra y posiblemente en el mundo.  Esto incluía la colección británica de John Curtis que ahora se encuentra en Melbourne, Australia. En 1813, fue elegido miembro extranjero de la Real Academia de Ciencias de Suecia. 
El 14 de junio de 1825, Macleay fue nombrado secretario colonial de Nueva Gales del Sur. Llegó a Sídney en enero de 1826, con su esposa Eliza, 9 de sus 10 hijos sobrevivientes, y su extensa colección.  Pronto estuvo trabajando doce días y el 17 de julio de 1825 fue nominado para los Consejos Legislativo y Ejecutivo de Nueva Gales del Sur, ocupando ambos cargos hasta diciembre de 1836.  Macleay representó a los condados de Gloucester, Macquarie y Stanley en el Consejo Legislativo parcialmente elegido desde junio de 1843 hasta el 19 de junio de 1848, un mes antes de su muerte.  Originalmente residente en la Casa de la Secretaria Colonial en Macquarie Place, Macleay recibió tierras en Elizabeth Bay por el Gobernador Ralph Darling, donde construyó la Casa de la Bahía Elizabeth y estableció un extenso jardín botánico. 

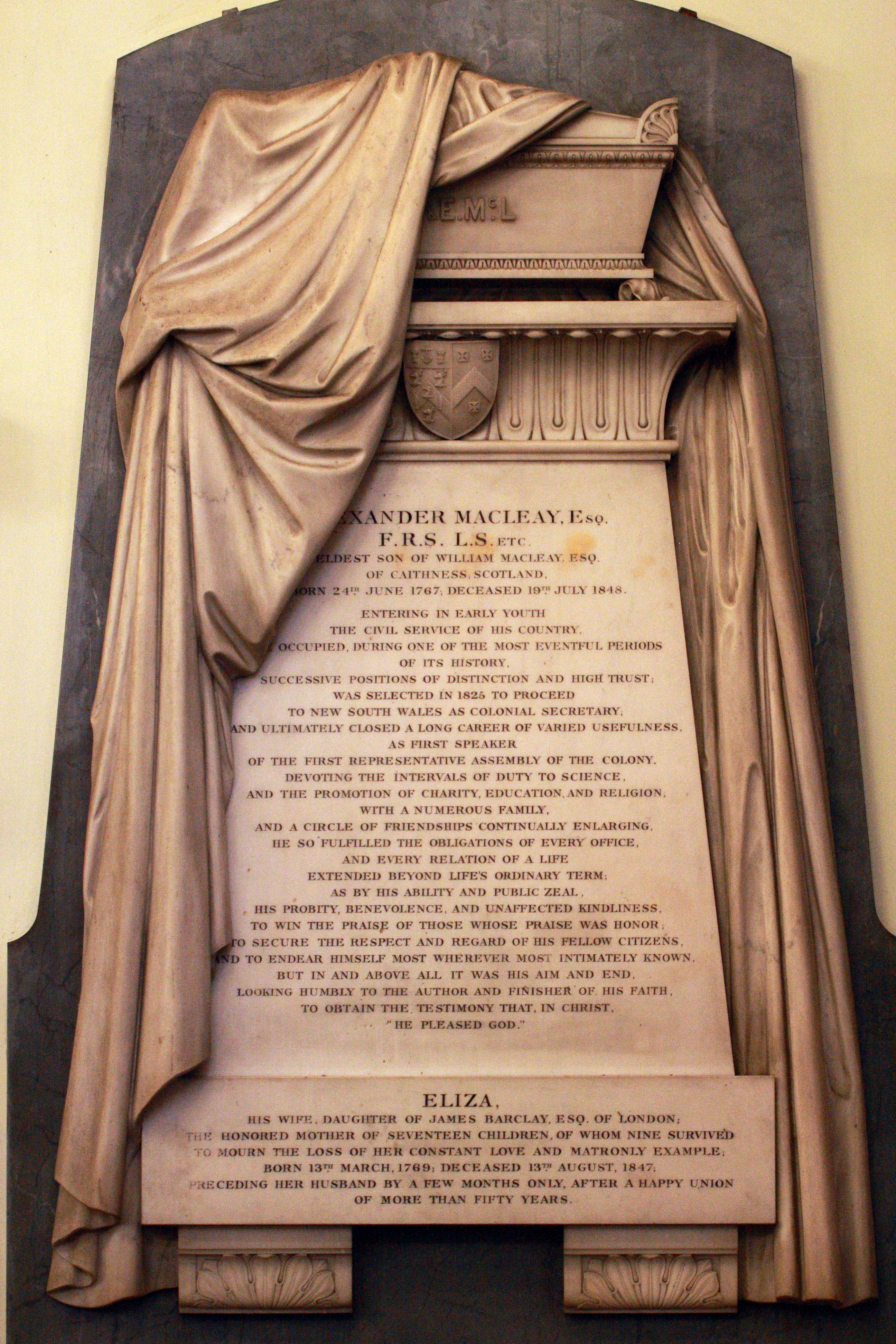
Un memorial a Macleay en la pared de la iglesia de St. James, Sídney

Macleay también fue muy activo más allá de sus actividades científicas y fue el presidente de la fundación del Club Australiano.

## Familia
Macleay se casó con una señorita Barclay de Urie. Fue el padre del entomólogo William Sharp Macleay quien amplió la colección de su padre y de George Macleay, también un zoólogo. William John Macleay, su sobrino, también fue explorador y coleccionista en Australia y Nueva Guinea.
Su hija Rosa Roberta se casó con Arthur Pooley Onslow; sus hijos incluyen a Arthur Alexander Walton Onslow y Sir Alexander Onslow. 